# Dr. Bronner’s
Die All One God Faith Inc., besser bekannt als Dr. Bronner’s Magic Soaps ist ein US-amerikanischer Hersteller von bio-zertifizierten und fair gehandelten Kosmetikprodukten mit Sitz in Vista CA. Das Familienunternehmen mit deutschen Wurzeln gilt dabei als Pionier bei Naturkosmetik und als größter amerikanischer Hersteller von Naturseife.

## Geschichte

### Seifenfabrik Heilbronner & Cie.
1858 gründete der jüdische Seifensieder Emil Heilbronner am Judenberg 2 in Laupheim bei Ulm eine Seifenmanufaktur. 1903 starb Emil Heilbronner und die Firmenleitung ging an seinen Neffen Abraham Erlebacher als Inhaber über. Seine Söhne Karl, Sigmund und Berthold Heilbronner gründeten daraufhin 1903 in Heilbronn in der Salzstraße 60 die Seifenfabrik Heilbronner & Cie. KG. Von 1905 bis 1906 wurde die Seifenfabrik nach Plänen des Heilbronner Architekten Heinrich Stroh erweitert. Das Familienunternehmen stellte Flüssigseifen her und lieferte diese an öffentliche Waschräume in Deutschland. Später firmierte das Unternehmen unter Madaform AG. In dritter Generation traten die Kinder von Berthold und Franziska Heilbronner ab 1920 mit in das Unternehmen ein. Emanuel Heilbronner lernte das Handwerk des Seifensieders, es folgten Meisterprüfung und Chemiestudium. Seine Schwester Luise arbeitete dort als Chemielaborantin.

### Emigration in die USA

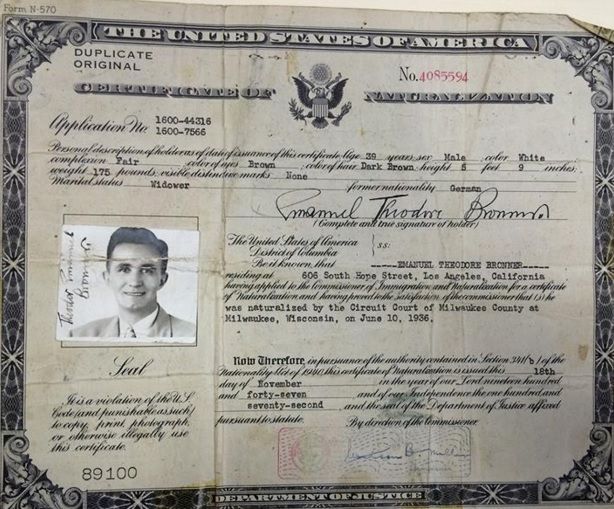
Einbürgerungsurkunde von Emanuel Heilbronner

1929 emigrierte Emanuel Heilbronner zu seinem Cousin Ludwig Brunner in die USA und erhielt am 6. Oktober 1936 die amerikanische Staatsbürgerschaft. Er änderte seinen Namen und hieß fortan Emanuel Theodore Bronner. 1936 folgte ihm sein Onkel Karl Heilbronner, sein Cousin Abraham Erlebacher mit Familie 1937 sowie seine Schwester Luise 1938. Lotte war bereits 1936 nach Palästina ausgewandert. 1939 starb Sigmund Heilbronner und die Seifenfabrik in Heilbronn ging im Zuge der Arisierung auf H. Bauder über. Berthold und Franziska Heilbronner wollten Deutschland nicht verlassen und wurden ebenso wie die Witwe von Sigmund Opfer des Holocaust. Sie starben in den Konzentrationslagern Auschwitz und Theresienstadt.

### Better Health Foundation Dr. Bronner and Associates
Von 1930 bis 1941 war Emanuel Bronner Leiter der Forschungsabteilung bei Wrisley Soap and Perfume Co. in Milwaukee. In dieser Zeit begann er sich zusammen mit seinem Freund Fred Walcher für eine Welt ohne Krieg und Hass einzusetzen. Er organisierte Vortragsreihen zu den Themen Weltfrieden und die Gefahren von Faschismus und Kommunismus und versuchte 1932 Präsident Herbert Hoover von seinen Ideen zu überzeugen. 1944 starb seine Frau Paula. Sie hinterließ ihm die gemeinsamen Kinder Ellen (geb. 1934), Ralph (geb. 1936) und Jim (geb. 1938). Emanuel Bronner gab daraufhin seine Kinder in Pflegeeinrichtungen und konzentrierte sich auf sein politisches Engagement. Später rechtfertigte er diesen Schritt mit: What is more important—uniting Spaceship Earth or raising your own family?
Nach einer seiner vielen öffentlichen Reden an der University of Chicago im Jahr 1946 wurde Bronner inhaftiert. Seine Schwester Luise war um seine geistige Gesundheit besorgt und riet ihm zu einem Aufenthalt im Elgin State Mental Hospital von wo er 1947 bei einem ihrer Besuche floh und sich nach Kalifornien absetzte. Nach eigenen Angaben war er dort mit Elektroschocks behandelt worden. Unter Better Health Foundation Dr. Bronner and Associates schrieb er über 6100 Telegramme an Politiker, Behörden und Institutionen um auf seine Anliegen aufmerksam zu machen. Darunter auch 1957 an Vizepräsident Richard Nixon. Der um sich greifende Antikommunismus bescherte ihm dabei zunehmend Gehör.

### All-One-God-Faith
In Los Angeles gründete Emanuel Bronner 1948 die All-One-God-Faith Inc. und begann in seiner Badewanne nach einem Familienrezept Pfefferminzseife herzustellen, welche er als Dankeschön an die Zuhörer seiner Veranstaltungen verteilte. Er bemerkte dabei, dass manche Besucher nur die Seifen mitnahmen, anstatt ihm zuzuhören und druckte in Folge seine Philosophie auf die Flaschenetiketten. Der Durchbruch dieser Dr. Bronner’s Magic Soaps kam dann Ende der 1960er Jahre mit dem Aufkommen der Hippiebewegung und einer neuen umweltbewussten Konsumentengruppe. Fast ausschließlich durch Mundpropaganda wurde die Seife in den USA zum Kult. Die Produkte waren kurz darauf in Bioläden und bei Konsumgenossenschaften erhältlich. Der konventionelle Einzelhandel folgte. 1962 wurde der Standort nach Escondido verlegt. Im Gegensatz zu seinen beiden Schwestern, die promoviert waren, hatte Emanuel Bronner nie einen Doktortitel erworben.

### Dr. Bronner’s Magic Soaps
Der anfängliche Hype ebbte ab, die Umsätze stagnierten viele Jahre bei ca. einer Mio. USD jährlich. 1985 stellt die Steuerbehörde Internal Revenue Service bei einer Prüfung fest, dass das Unternehmen nicht wie angegeben eine gemeinnützige, religiöse Organisation war. In Folge ergab sich eine Steuerschuld von 1,3 Mio. USD und es drohte Emanuel Bronner, der an Parkinson litt und erblindet war, die Insolvenz. Hilfe kam von seinen Söhnen, dem Industriechemiker James A. Bronner, genannt Jim, der durch die Entwicklung von Kunstschnee und Löschschaum erfolgreich geworden war, sowie Ralph Bartholomew Bronner, der an der University of Wisconsin–Milwaukee studiert hatte und Lehrer war. Sie übernahmen das Unternehmen und führten es fort. Besonders Ralph, der im Unternehmen nur „Onkel Bronner“ genannt wurde, trug die Philosophie seines Vaters fort. Er fuhr mit seinem Van durch das Land, besuchte Kunden, setzte sich für bessere Arbeitsbedingungen ein und spielte auf seiner Gitarre. Dabei verkaufte er erfolgreich Dr. Bronner’s Magic Soaps während sein Bruder Jim in Escondido die Strukturen des Unternehmens verbesserte. In den Folgejahren erholte sich Dr. Bronner’s und der Umsatz stieg bis auf jährlich 8 Mio. USD.
David Emanuel Bronner, der älteste Sohn von Ralph Bronner, schloss 1995 sein Biologie-Studium in Harvard ab und reiste nach Amsterdam. Er wohnt dort einige Monate in einem Haus mit einer Marihuana-Farm auf dem Dach und wurde Teil der alternativen Szene, die ihn politischer machte und radikalisierte. Zurück in Kalifornien hatte er eigentlich die Absicht Cannabis-Farmer zu werden und begann, sich mit dem Unternehmen seines Großvaters zu beschäftigen. Es reifte in ihm der Entschluss, sich im Unternehmen zu engagieren, da er es für eine gute Plattform zur Umsetzung seiner neuen und radikalen Ideen hielt. Emanuel Bronner starb am 7. März 1997, ein Jahr später, 1998, auch James A. Bronner. Fortan führten sein Bruder Ralph, seine Witwe Trudy und David Emanuel Bronner aus der fünften Generation der Seifensiederfamilie das Unternehmen.

### Serendiworld
Seit Jahren hatten Dr. Bronner’s Seifen mit Zuckercouleur eine nicht deklarierte Zutat enthalten. 1999 stand David Bronner im Rahmen der Neuausrichtung des Unternehmens als „sozial und natürlich“ vor der Entscheidung: deklarieren oder weglassen. Beides hätte Nachteile gehabt. Er entschied sich Zuckercouleur durch Hanföl zu ersetzen, was nicht nur Farbe brachte, sondern auch gleich einen zusätzlichen Mehrwert, es machte den Schaum glatter. Von da an setzte sich David Bronner auch intensiv für die Legalisierung von Hanf ein.
Im Jahr 2000 folgte Michael, genannt Mick, seinem Bruder auf dessen Drängen in die Geschäftsleitung. In einer Vereinbarung (Equity Split) vereinbarten sie die Deckelung ihrer Bezüge auf das Fünffache des geringsten Mitarbeitergehaltes. Darüber hinaus gehende Gewinne sollten reinvestiert oder gespendet werden. Mike kümmerte sich fortan verstärkt um die Internationalisierung des Unternehmens. In den Folgejahren wurde unter Leitung der beiden Brüder das Sortiment um eine Reihe neuer Produkte erweitert und die Marke Dr. Bronner’s Magic Soaps als fair gehandelt und bio-zertifiziert etabliert. Das Unternehmen entwickelte sich zum größten amerikanischen Hersteller von Naturseife.
Ab 2007 war Dr. Bronner’s Fair Trade und Bio zertifiziert. 2011 wurde in Neuss die Dr. Bronner’s Deutschland GmbH, ab 2013 Dr. Bronner’s Europe GmbH, als Distributor für Europa gegründet. Zeitgleich entstand das Projekt Serendiworld, bei dem sich das Unternehmen im Sinne der Firmenphilosophie an verschiedenen Rohstofflieferanten in Afrika und Asien beteiligte. Im Jahr 2014 erfolgte der Umzug nach Vista in einen neu erbauten, abfallfreien Betrieb. Ralph Bonner starb am 10. Februar 2015. Im selben Jahr erhielt das Unternehmen des Status einer Benefit Corporation.

## Unternehmen
Emanuel Bronner gilt als Pionier für Naturkosmetik. Das Unternehmen All One God Faith Inc. ist heute der größte amerikanische Hersteller von Naturseife. Über verschiedene Tochtergesellschaften werden weltweit Projekte zur fairen Rohstoffgewinnung initiiert sowie Kosmetikprodukte hergestellt und vertrieben. Der Exportanteil am Umsatz beträgt 85 Prozent. Angeboten werden die Produkte von namhaften Handelsketten und im Internet.
Dr. Bronner’s Magic Soaps
- All One God Faith Inc., Vista CA, Vereinigte Staaten
- Dr. Bronner’s Europe GmbH, Neuss

Dr. Bronner’s affiliates
- Serendiworld Llc Vista CA
  - SerendiKenya Ltd. Ukunda, Kenya
  - Serendipol (Pvt.) Ltd., Kurunegala, Sri Lanka
  - Serendipalm Co. Ltd., Accra, Ghana

### Öffentliche Wahrnehmung
Bei Dr. Bronner’s sieht man sich eher als Aktivisten denn als Unternehmer. Die philanthropischen Ansätze des Firmengründers finden sich bis heute in der Firmenpolitik wieder. Wesentlicher Bestandteil ist dabei soziales Engagement, soziale Verantwortung und Nachhaltigkeit getreu der Philosophie von Emanuel Bronner: „We are all one – or none.“
- Seit 2001 unterstützte Dr. Bronner’s bei einer Reihe von Aktionen die Legalisierung von Hanf. 2012 erntete Mike Bronner in einem Käfig vor dem Weißen Haus medienwirksam Hanf. Die Aktion für die Legalisierung von Cannabis endete mit seiner Verhaftung.[11][12][18][19]
- Zu den Markenbotschaftern von Dr. Bronner’s gehören Hollywoodstars wie die Schauspielerinnen Drew Barrymore oder Sandra Bullock.[17]
- Das Leben von Emanuel Bronner war Gegenstand des 2007 entstandenen Dokumentarfilms Dr. Bronner’s Magic Soapbox von Mac McClelland der auf dem Washington Jewish Film Festival uraufgeführt wurde.[20][21]
- 2007 war Ralph Bronner in einer Off-Off-Broadway One-Man-Show zu sehen, wo er Anekdoten über sein Leben, das seines Vaters und Dr. Bronner’s als Unternehmen erzählte.[21]

### Soziales Engagement
Dr. Bronner’s ist eine zertifizierte Benefit Corporation und spendet regelmäßig mindestens zwei Prozent des Umsatzes an soziale Einrichtungen und Projekte. 2016 waren es beispielsweise 7,2 Mio. US-Dollar.
- 1998 spendeten Jim und Ralph Bronner ein 1.200 Hektar großes Grundstück, nördlich von Warner Springs an den Boys & Girls Clubs of Greater San Diego. Die gemeinnützige Organisation baute dort ein Wohncamp und Outdoor-Bildungszentrum, aus dem 2013 das James A. Bronner Family Branch entstand. Berater hatten zuvor empfohlen, das Grundstück im Wert von 1,4 Mio. US-Dollar zur Verbesserung der Liquidität zu verkaufen. Emanuel Bronner hatte es in den 1970er Jahren erworben, um dort mitten im Trockenklima einen künstlichen „Regenwald“ zu realisieren.[11][10]
- 2016 spendete Dr. Bronner’s 660.000 US-Dollar an New Approach und das Marijuana Policy Project, zwei Organisationen, die auf eine Marihuana-Gesetzesreform hinarbeiten, für Kampagnen in Kalifornien, Massachusetts, Maine, Arizona und Nevada. David Bronner erhielt dafür den Seattle Hempfest’s Cannabis Activist of the Year award.[18][19]
- 2017 spendete die Dr. Bronner’s Europe GmbH der Umweltschutzorganisation Sea Shepherd ein Schiff, welches am 8. Juni 2017 in Bremen feierlich auf den Namen Emanuel Bronner getauft wurde.[4][22]

## Historische Spuren
- Vor der Schillerstraße 48 in Heilbronn befinden sich heute die Stolpersteine für Berthold, Franziska und deren Schwägerin Friederike Heilbronner.[23]
- Luise Helene Bronner emigrierte 1938 in die USA. Sie wurde Professorin an der University of Massachusetts und hinterließ eine Stiftung, die bis heute einen Schüleraustausch zwischen Heilbronn und Baltimore ermöglicht.[23][6] Sie fand Aufnahme in die Galerie der Heilbronner Köpfe, und nach ihr ist eine Heilbronner Realschule benannt.[24]
- Die ehemalige Fabrik in der Salzstraße 60 war bis 1951 die Madaform Seifenfabrik Dr. Helmut Bauder KG, später Madaform Seifenfabrik Franck KG. Heute befindet sich dort ein Unternehmen für Druckguss.[5]